# يوسف النبهاني
يوسف بن إسماعيل بن يوسف بن إسماعيل بن محمد ناصر الدين النبهاني (1265 - 1350 هـ) قاضي وشاعر وأديب وفقيه صوفي، وجد الشيخ تقي الدين النبهاني مؤسس حزب التحرير أكثر من مدائح رسول الله محمد ﷺ تأليفاً ونقلاً وروايةً وإنشاءً وتدويناً. تولّى نيابة القضاء في قضاء جنين من أعمال نابلس، ثم سافر إلى الآستانة، واشتغل بالتحرير في جريدة الجوائب، وتصحيح الكتب العربية، ثم عُيِّن قاضياً في كوي سنجق الكردية، ثم رئيساً لمحكمة الجزاء باللاذقية، ثم محكمة الجزاء بالقدس، ثم رُقّي إلى رئاسة محكمة الحقوق ببيروت.

## مولده ونشأته
ولد في قرية إجْزِمْ سنة 1265 هـ/ 1849 م، ونسبته إلى بني نبهان من عرب البادية بفلسطين، استوطنوا قرية إجْزِمْ، التي ولد فيها، التابعة لحيفا في شمالي فلسطين. قرأ القرآن على والده الشيخ إسماعيل النبهاني، ثم أرسله إلى مصر لطلب العلم في الجامع الأزهر وبدأ فيه من يوم السبت غرة محرم الحرام سنة 1283 هـ إلى رجب سنة 1289 هـ، وفي هذه المدة أخذ من العلوم الشرعية ووسائلها عن أساتذة وشيوخ الأزهر، أحدهم الشيخ إبراهيم السقا الشافعي، لازم دروسه ثلاث سنوات، وقرأ عليه شرحي التحرير والمنهج لشيخ الإسلام زكريا الأنصاري بحاشيتيهما للشرقاوي والبجيرمي. ومن أشياخه شمس الدين محمد الأنبابي الشافعي شيخ الجامع الأزهر، لازم دروسه سنتين في شرحي الغاية لابن قاسم والخطيب وفي غيرهما، وعبد القادر الرافعي الحنفي الطرابلسي شيخ رواق الشوام، ويوسف البرقاوي الحنبلي شيخ رواق الحنابلة. ثم عاد إلى بلاده حيث أقام في مدينة عكا مدرسا للدين وعلوم العربية.

## مناصبه
تولى العديد من الوظائف والمناصب غير التدريس، فقد تولى نيابة القضاء في جنين سنة 1290 هـ/ 1873 م، ثم توجه إلى دار الخلافة العثمانية في الآستانة سنة 1293 هـ/ 1876 م وظل فيها مدة سنتين ونصف، حيث عمل محررا في جريدة الجوائب. ثم خرج منها إلى بلده، وعين قاضيا في ولاية الموصل في كوي سنجق من أمهات بلاد الأكراد لمدة خمسة أشهر، وفارقها سنة 1296 هـ/ 1879 م إلى الشام، ثم توجه إلى دار الخلافة في الآستانة سنة 1297 هـ/ 1880 م وأقام بها نحو عامين، وفيها ألف كتابه «الشرف المؤبد لآل محمد» وخرج منها رئيسا لمحكمة الجزاء في اللاذقية التي جاءها سنة 1300 هـ/ 1883 م فأقام بها نحو خمسة أعوام. تولى بعد ذلك رئاسة محكمة الجزاء في القدس، التي التقى فيها بالشيخ حسن بن حلاوة الغزي الذي علمه الطريقة القادرية في التصوف، ولقنه بعض الأذكار والأوراد، وظل بها أقل من سنة، حيث غادرها رئيسا لمحكمة الحقوق في بيروت التي وصلها سنة 1305 هـ/ 1887 م، وبقي فيها ما يقرب من عشرين عاما، حتى فصل سنة 1327 هـ/ 1909 م، وألف فيها سائر كتبه، وطبع أكثرها، ثم غادرها إلى المدينة المنورة مجاورا لرسول الله محمد، وظل بها حتى إعلان الحرب العالمية الأولى، حيث عاد بعدها إلى بلاد الشام.

## شيوخه
يذكر صاحب كتاب «الأعلام الشرقية» شيوخ النبهاني فيضيف إلى بعض من تقدم شيوخه من أعلام العلماء في الشام ومصر، كما يذكر شيوخه في طريق التصوف:
- محمد الدمنهوري
- عبد الرحمن الشربيني
- إبراهيم الزرو الخليلي
- أحمد الأجهوري الضرير
- حسن العدوي المالكي
- عبد الهادي نجا الأبياري
- محمود الحمزاوي
- الشمس محمد بن محمد بن عبد الله الخاني
- أمين البيطار
- أبو الخير بن عابدين
- محمد سعيد الحبال
- أحمد بن حسن العطاس
- سليم المسوتي
- عبد الله السكري
- حسين بن محمد الحبشي
- عبد الله بن إدريس السنوسي
- أبو المواهب عبد الكبير الكتاني
- أبو الأنوار ابن جعفر

وأخذ طرق الصوفية عن عدد من العلماء:
- الطريقة الإدريسية، أخذها عن الشيخ إسماعيل النواب.
- الطريقة الشاذلية، أخذها عن محمد بن مسعود الفاسي، وعلي نور الدين اليشرطي.
- الطريقة النقشبندية، أخذها عن إمداد الله الفاروقي، وغياث الدين الإربلي.
- الطريقة القادرية، أخذها عن حسن بن أبي حلاوة الغزي.
- الطريقة الرفاعية، أخذها عن عبد القادر بن أبي رباح الدجاني اليافي.
- الطريقة الخلوتية، أخذها عن حسن رضوان الصعيدي.

## مكانته عند العلماء
وقد أثنى عليه مجموعة من أكابر علماء عصره، وقرظوا كتابه «شواهد الحق قي الاستغاثة بسيد الخلق»، ووافقوه على ما كتبه من الآراء، وهؤلاء هم:
- على محمد الببلاوي المالكي شيخ الجامع الأزهر (توفي 1323 هـ).
- عبد القادر الرافعي شيخ السادة الحنفية المشهور بأبي حنيفة الصغير، مفتي الديار المصرية الأسبق (توفي 1323 هـ).
- عبد الرحمن الشربيني الشافعي شيخ الجامع الأزهر (توفي 1326 هـ).
- بكري محمد عاشور الصدفي شيخ السادة الحنفية، ومفتي الديار المصرية الأسبق.
- محمد عبد الحي بن عبد الكبير الكتاني الحسني المغربي.
- أحمد بك الحسيني الشافعي.
- سليمان العبد شيخ السادة الشافعية.
- أحمد حسنين البولاقي الشافعي.
- أحمد البسيوني شيخ السادة الحنابلة.
- سعيد الموجي الشافعي.
- محمد الحلبي الشافعي.

## مؤلفاته
أما مصنفاته فهي كثيرة جدا، وجلّها أو كلّها في الحديث ومتعلقاته، كالسيرة النبوية والمديح، وعلم الأسانيد، وتراجم أعيان علماء الأمة، والصلاة على النبي، وتدوين المدائح التي مدحه بها أو مدحه بها غيره من الأقدمين والمتأخرين، من سائر أهل المذاهب الأربعة وأكابر المحدثين. فمن كتبه:
- «إتحاف المسلم بإتحاف الترهيب والترغيب من البخاري ومسلم»
- «الأحاديث الأربعين في أمثال أفصح العالمين»
- «الأحاديث الأربعين في فضائل سيد المرسلين»
- «أحاديث الأربعين في وجوب طاعة أمير المؤمنين»
- «أحسن الوسائل في نظم أسماء النبي الكامل»
- «إرشاد الحيارى في تحذير المسلمين من مدارس النصارى»
- «الأساليب البديعة في فضل الصحابة وإقناع الشيعة»
- «الأسمى فيما لمحمد من الأسماء»
- «أفضل الصلوات على سيد السادات»
- «الأنوار المحمدية» اختصر به المواهب اللدنية للقسطلانى
- «الاستغاثة الكبرى بأسماء الله الحسنى»
- «البرهان المسدد في إثبات نبوة محمد»
- «التحذير من اتخاذ الصور والتصوير»
- «تنبيه الأفكار إلى حكمة إقبال الدنيا على الكفار»
- «تهذيب النفوس في ترتيب الدروس» وهو مختصر رياض الصالحين للنووي
- «توضيح دين الإسلام»
- «جامع الصلوات»
- «جامع كرامات الأولياء» مجلدان
- «جواهر البحار في فضائل النبي المختار» أربعة أجزاء
- «حجة الله على العالمين في معجزات سيد المرسلين»
- «حزب الاستغاثات بسيد السادات»
- «حسن الشرعة في مشروعية صلاة الظهر إذا تعددت الجمعة (على المذاهب الأربعة)»
- «خلاصة الكلام في ترجيح دين الإسلام»
- «الرحمة المهداة في فضل الصلاة»
- «رياض الجنة في أذكار الكتاب والسنة»
- «السابقات الجياد في مدح سيد العباد»
- «سبيل النجاة في الحب في الله والبغض في الله»
- «سعادة الأنام في اتباع دين الإسلام، وتوضيح الفرق بينه وبين دين النصارى في العقائد والأحكام»
- «سعادة الدارين في الصلاة على سيد الكونين»
- «سعادة المعاد في موازنة بانت سعاد»
- «الشرف المؤبد لآل محمد»
- «شواهد الحق في الاستغاثة بسيد الخلق»
- «صلوات الثناء على سيد الأنبياء»
- «طيبة الغراء في مدح سيد الأنبياء»
- «العقود اللؤلؤية في المدائح المحمدية»
- «الفتح الكبير في ضم الزيادة إلى الجامع الصغير» ثلاثة مجلدات، في الحديث
- «قرة العين من البيضاوي والجلالين» منتخب من تفسيرهما
- «الفضائل المحمدية»
- «القصيدة الرائية الصغرى في ذم البدعة (الوهابية) ومدح السنة الغراء»
- «القصيدة الرائية الكبرى في الكمالات الإلهية والسيرة النبوية ووصف الملة الإسلامية والملل الأخرى»
- «القول الحق في مدائح خير الخلق»
- «الأربعين أربعين من أحاديث سيد المرسلين»
- «مثال فعل النبي»
- «المجموعة النبهانية في المدائح النبوية» أربعة أجزاء
- «مختصر إرشاد الحيارى في تحذير المسلمين من مدارس النصارى»
- «مفرج الكروب ومفرح القلوب»
- «منتخب الصحيحين»
- «نجوم المهدين ورجوم المعتدين في دلائل نبوة سيد المرسلين»
- «النظم البديع في مولد الشفيع»
- «هادي المريد إلى طرق الأسانيد» وهو ثبته
- «همزية ألفية»
- «الورد الشافي من المورد الصافي»
- «وسائل الوصول إلى شمائل الرسول»

## وفاته
توفي في مدينة بيروت في أوائل شهر رمضان سنة 1350 هـ/ 1932 م، ودفن في مقبرة الباشورة، وقبره ظاهر يزار.

### استشهادات
1. ↑  خير الدين الزركلي (2002)، الأعلام: قاموس تراجم لأشهر الرجال والنساء من العرب والمستعربين والمستشرقين (ط. 15)، بيروت: دار العلم للملايين، ج. 8، ص. 218، OCLC:1127653771، QID:Q113504685
2. ↑  جامع كرامات الأولياء، تأليف: يوسف بن إسماعيل النبهاني، مقدمة المحقق، ص3.
3. ↑  كامل سلمان الجبوري (2003). معجم الأدباء من العصر الجاهلي حتى سنة 2002م. بيروت: دار الكتب العلمية. ج. 7. ص. 40. ISBN:978-2-7451-3694-7. LCCN:2003489875. OCLC:54614801. OL:21012293M. QID:Q111309344.
4. ↑  حلية البشر قي تاريخ القرن الثالث عشر، ص 1613-1616.
5. ↑  الأعلام الشرقية قي المائة الرابعة عشرة الهجرية لزكى محمد مجاهد (ص600- 603).
6. ↑  شواهد الحق قي الاستغاثة بسيد الخلق للشيخ يوسف بن إسماعيل النبهاني، ص7 ، 10.

## وصلات خارجية
- ديوان يوسف النبهاني - الديوان موسوعة الشعر العربي.
- الشاعر الشيخ يوسف النبهاني - المستنير.